# Foligno
Foligno ist die zweitgrößte Stadt der Provinz Perugia in der italienischen Region Umbrien mit 55.265 Einwohnern (Stand 31. Dezember 2023).

## Lage und Daten
Foligno liegt an der alten römischen Via Flaminia sowie am Ufer des Flusses Topino, der seinen Ursprung im Apennin bei Sorgenti del Topino (Nocera Umbra) hat und südlich von Perugia in den Tiber mündet. Durch das Stadtgebiet fließt zudem der Vigi, ein Zufluss der Nera. Der Ort liegt auf 234 m s.l.m. Er ist einer der wichtigsten Handelsorte in der südlichen Valle Umbria sowie ein zentraler Verkehrsknotenpunkt im Straßen- und Eisenbahnnetz. Foligno verfügt über einen Flughafen, den Aeroporto Foligno-Spoleto.

## Geschichte
Foligno geht auf eine umbrische Siedlung zurück, die 295 v. Chr. von den Römern erobert wurde. Als römische Siedlung trug Foligno den Namen Fulginium. Seine wirtschaftliche Bedeutung erlangte Fulginium durch seine Lage an einem wichtigen Kreuzungspunkt der Via Flaminia. Die Stadt gehörte im Mittelalter zum Herzogtum Spoleto, bis sie 1198 von Innozenz III. für den Kirchenstaat annektiert wurde.
Während der Auseinandersetzungen zwischen den Guelfen und Ghibellinen im 13. und Anfang des 14. Jahrhunderts gehörte Foligno zunächst zur Partei der Guelfen, wechselte aber in der Folge mehrmals die Seiten. Nach der Besetzung der Stadt durch Corrado Guiscardo, ein Parteigänger Friedrichs II. wechselte die Stadt auf die Seite der Ghibellinen. Nach weiteren Wechseln fiel die Stadt schließlich an die Familie Trinci von der Guelfen-Partei. In dieser Epoche wuchsen Wohlstand und Ansehen der Stadt. Unter der Patronage der Trinci entwickelte sich Foligno zu einem Zentrum der Kunst und herrschte über ein weites Territorium einschließlich der Städte Assisi, Bevagna, Giano, Montefalco, Nocera und Spello.
Nach dem Kriegseintritt Italiens im Juni 1940 errichtete das faschistische Regime in Colfiorito, einem Ortsteil von Foligno in einer Hochebene oberhalb der Stadt gelegen, ein Internierungslager (campo di concentramento). Es befand sich auf dem Gelände einer ehemaligen Schießanlage und war zur Aufnahme von politischen Gegnern und von Angehörigen der slowenischen Minderheit in den italienischen Grenzprovinzen vorgesehen. Im etwa 800 m hoch gelegenen Colfiorito beherrschte die Kälte den Lageralltag; es gab keine Möglichkeit, sich im Winter zu wärmen, und die Insassen waren unzureichend mit Kleidung ausgestattet. Zahlreiche Internierte wurden strafverlegt, nachdem sie aus Protest gegen die Lebensmittelknappheit in einen Hungerstreik getreten waren. Wegen der anhaltenden Kälte erkrankten manche Insassen an Tuberkulose. Im Januar 1941 wurden die 114 Internierten auf andere Lager verteilt. Das Lager wurde später reaktiviert, um Jugoslawen aufzunehmen.
Während des Zweiten Weltkrieges war Foligno wichtiger Militärstützpunkt mit Flughafen, Kasernen, Militärschule und Unternehmen der Luftfahrtindustrie. Foligno wurde damals „Citta Aeronautica“ genannt. Heute befindet sich in Foligno das am 1. Oktober 1996 gegründete Centro Nazionale di Selezione e Reclutamento Foligno.
Durch das Erdbeben vom 26. September 1997, das weite Teile Umbriens betraf, wurde auch Foligno schwer beschädigt. Während das 17 Kilometer entfernte Assisi mit großem Aufwand restauriert wurde, waren in Foligno wie auch im Umland noch lange Jahre die Folgen des Erdbebens sichtbar.

## Kultur und Sehenswürdigkeiten
Bekannt ist der Ort für seine Kunstschätze. So besitzen die Kirchen Santa Maria Infraportas und San Francesco wertvolle Fresken, und Raffaels „Madonna von Foligno“, die sich seit 1816 in den Vatikanischen Museen befindet, ist berühmt; im Dom von Foligno ist heute eine Kopie zu besichtigen.

### Dom San Feliciano
Die kleine Stadt ist vor allem bekannt wegen ihres Domes San Feliciano, der im Jahr 1113 vollendet wurde. Er liegt am zentralen Platz der Stadt, der Piazza della Repubblica, ist aber nicht ohne weiteres als große Kirche zu erkennen: Auf die Fläche zwischen Querhaus und Hauptfassade wurde ein Palast gebaut, der in der Fluchtlinie der beiden Fassaden liegt und wie ein Teil der Kirche wirkt. Kunsthistorisch interessant ist nicht die Hauptfassade, sondern die dem Platz zugewandte Südfassade. Dieses Querhaus ist zu Ende des 12. Jahrhunderts angebaut worden.
Die zentrale Fensterrose gehört mit ihren Doppelsäulen im äußeren und den gedrehten Säulen im inneren Kranz zu den schönsten Fensterrosen Umbriens, das an Fensterrosen keinen Mangel hat. Das Südportal aus dem Jahr 1201 wird von fünf umlaufenden plastischen flach gestuften Dekorationsbögen gerahmt.

### Santa Maria Infraportas
Einige hundert Meter südwestlich liegt die noch ältere kleine Kirche Santa Maria Infraportas aus dem 11. und 12. Jahrhundert. Das Niveau des heutigen Straßenbelages liegt fast einen Meter höher. Sie besitzt in ihrem Innern noch Fresken aus der Entstehungszeit.

### San Paolo Apostolo: Kirche zum Gedenken an die Opfer des Erdbebens
Am 24. April 2009 wurde ein neuer Kirchenbau der Architekten Massimiliano und Doriana Fuksas in Foligno eingeweiht. Er soll an die Opfer des Erdbebens erinnern. Die Außenform erinnert im Zusammenspiel mit dem Material des neuen Bauwerkes und seinem Sichtbeton eher an den Brutalismus der 1950er- und 1960er-Jahre. Im Inneren der Kirche findet sich ein weiter Innenraum, der im Kirchenraum zu schweben scheint und den Altar überdeckt. Das einfallende Tageslicht im Dach der Außenhaut fördert die Plastizität dieses schwebenden Kubus und stellt ihn in das Zentrum der Aufmerksamkeit.

### Centro Italiano Arte Contemporanea
Das 2009 eröffnete Zentrum für zeitgenössische Kunst „Centro Italiano Arte Contemporanea“ (CIAC) verfügt über 2000 Quadratmeter Ausstellungsfläche und präsentiert in seiner Eröffnungsausstellung unter anderem Künstler wie Alberto Burri, Piero Manzoni und Jannis Kounellis. Das fensterlose, mit Cortenstahl verkleidete CIAC steht mitten im historischen Zentrum in der Via del Campanile 13.

### Abbazia di Sassovivo
Ganz in der Nähe von Foligno liegt auf einem Berg die um 1000 gegründete Abtei von Sassovivo, zu der eine schöne kleine Bergstraße hinaufführt. Dieses Kloster wird von Mönchen der Gemeinschaft Piccoli Fratelli di Jesus Caritas bewohnt, die in der Nachfolge Charles de Foucaulds steht und Teil seiner geistlichen Familie ist. Man darf aber den Kreuzgang besichtigen, durch den die Anlage eine gewisse Bekanntheit erreicht hat.
Dieser Kreuzgang wurde 1229 von Pietro De Maria gebaut. Er ist vergleichbar mit einigen römischen Kreuzgängen. In Rom wurden auch die Steinmetzarbeiten für die Einzelteile der insgesamt 128 kleinen Säulen und 58 Bögen ausgeführt. Pietro De Maria standen mehrere Steinmetze zur Seite, darunter Nicola Vassaletto, Meister der Kreuzgänge von San Paolo fuori le mura und San Giovanni in Laterano in Rom.

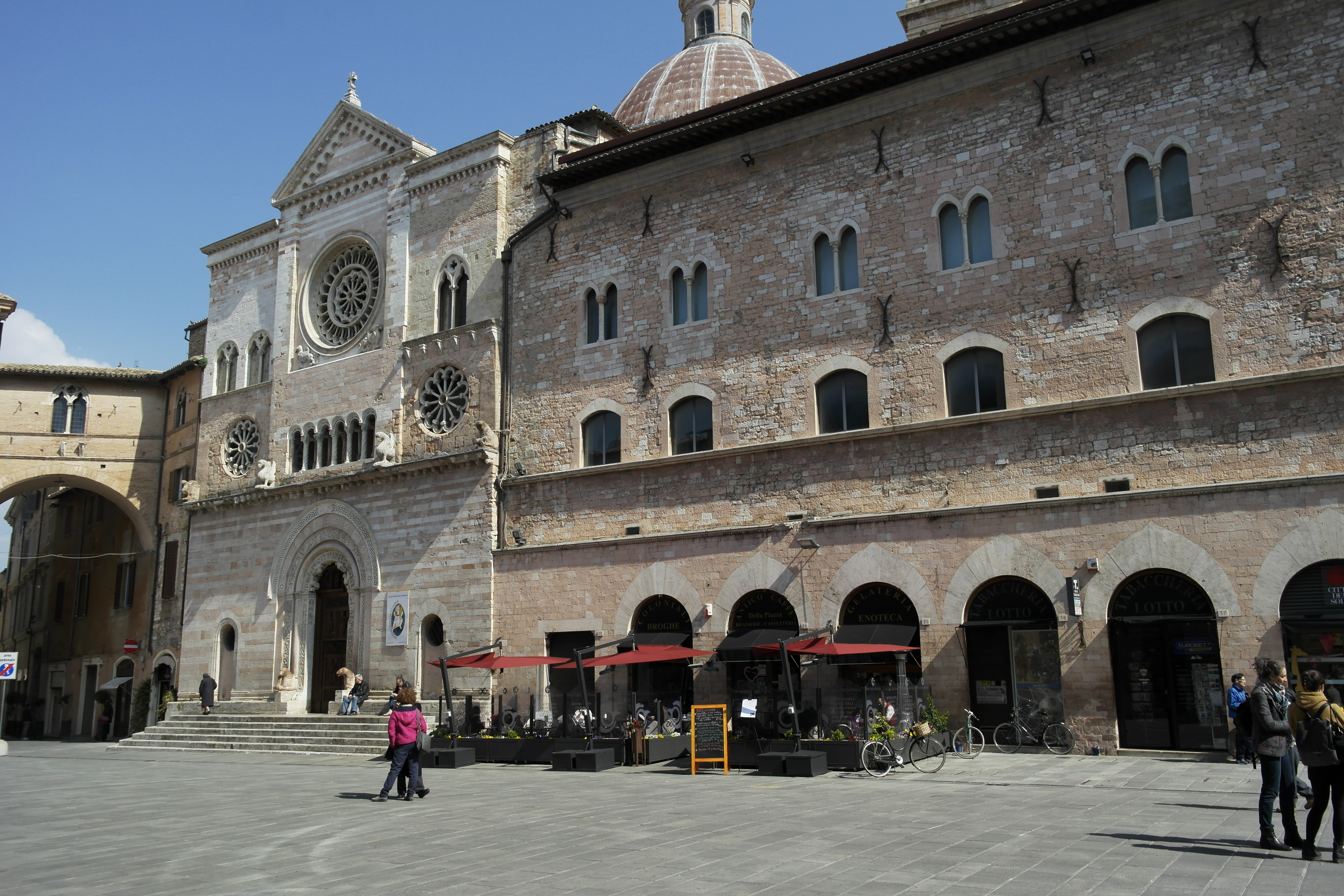
Piazza della Repubblica
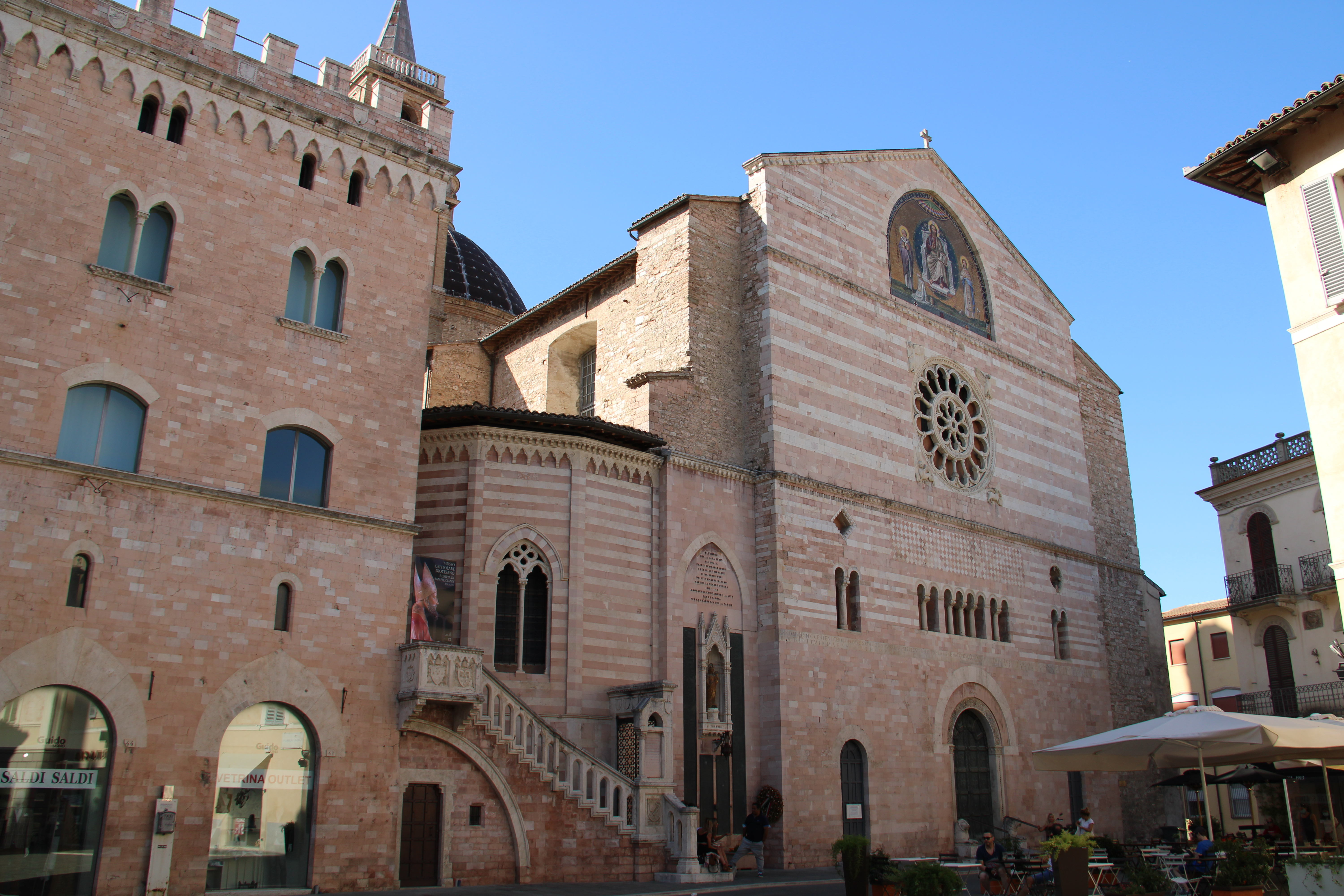
Duomo San Feliciano
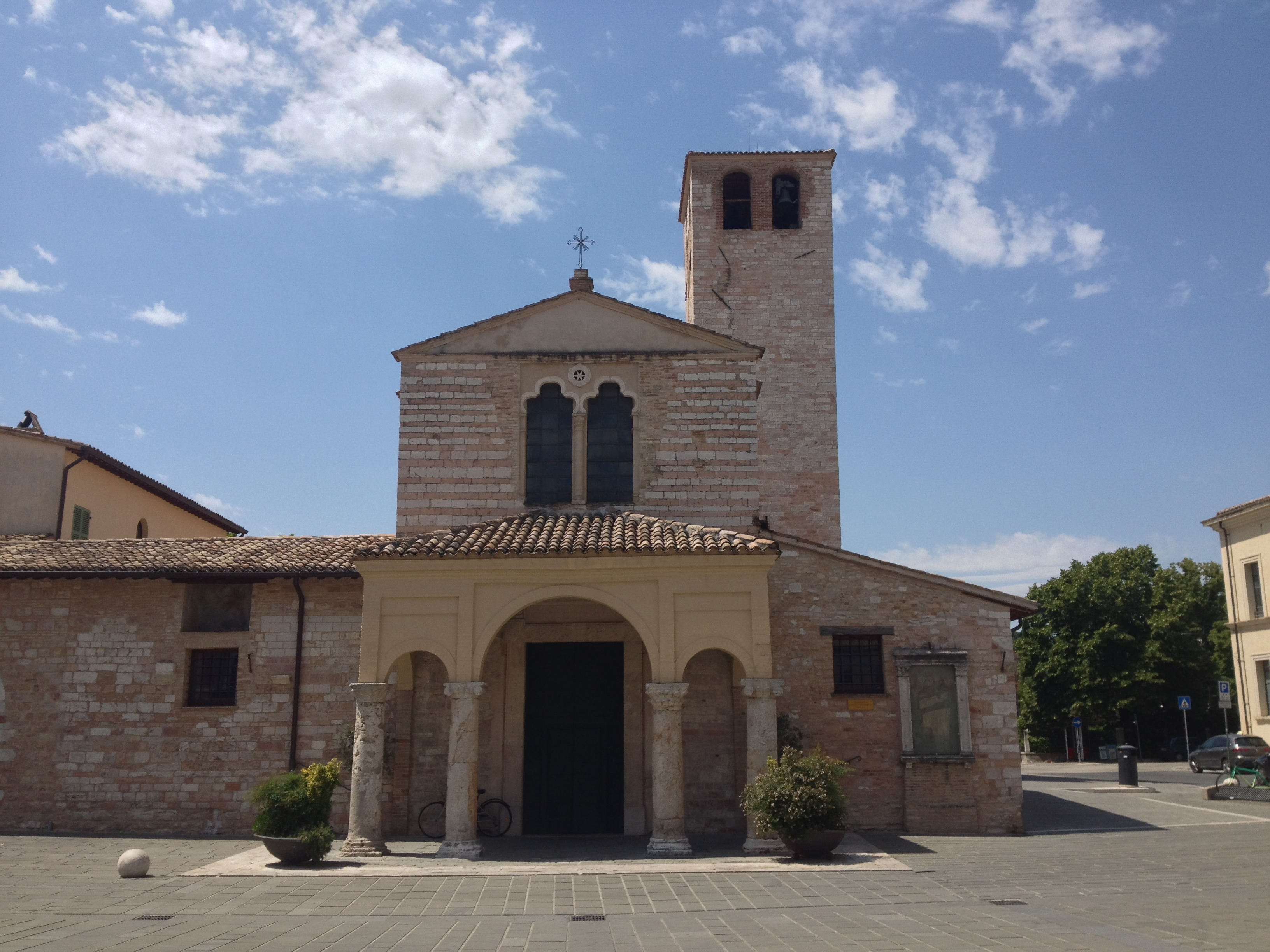
Santa Maria Infraportas
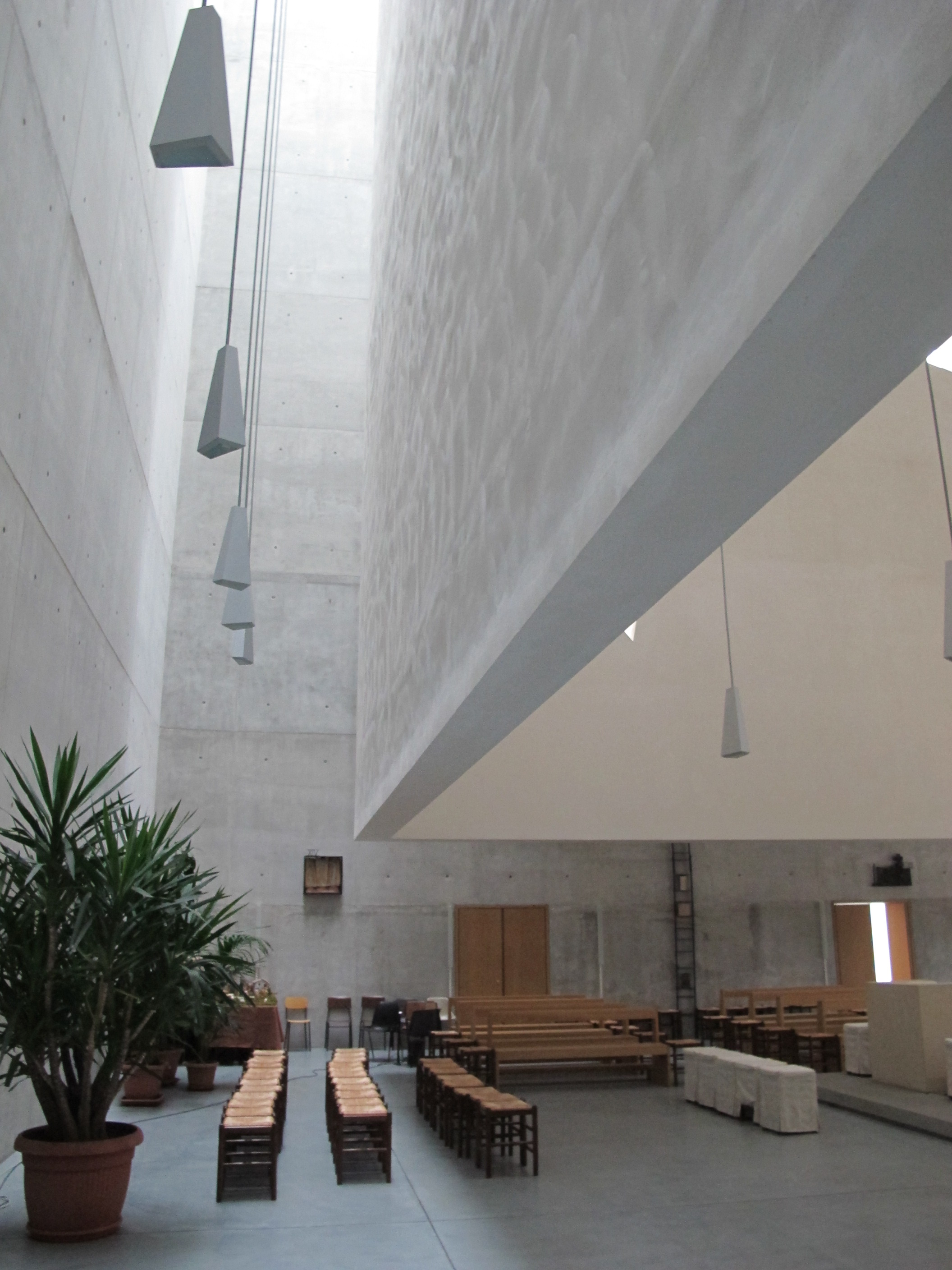
Kirche San Paolo Apostolo der Architekten Fuksas
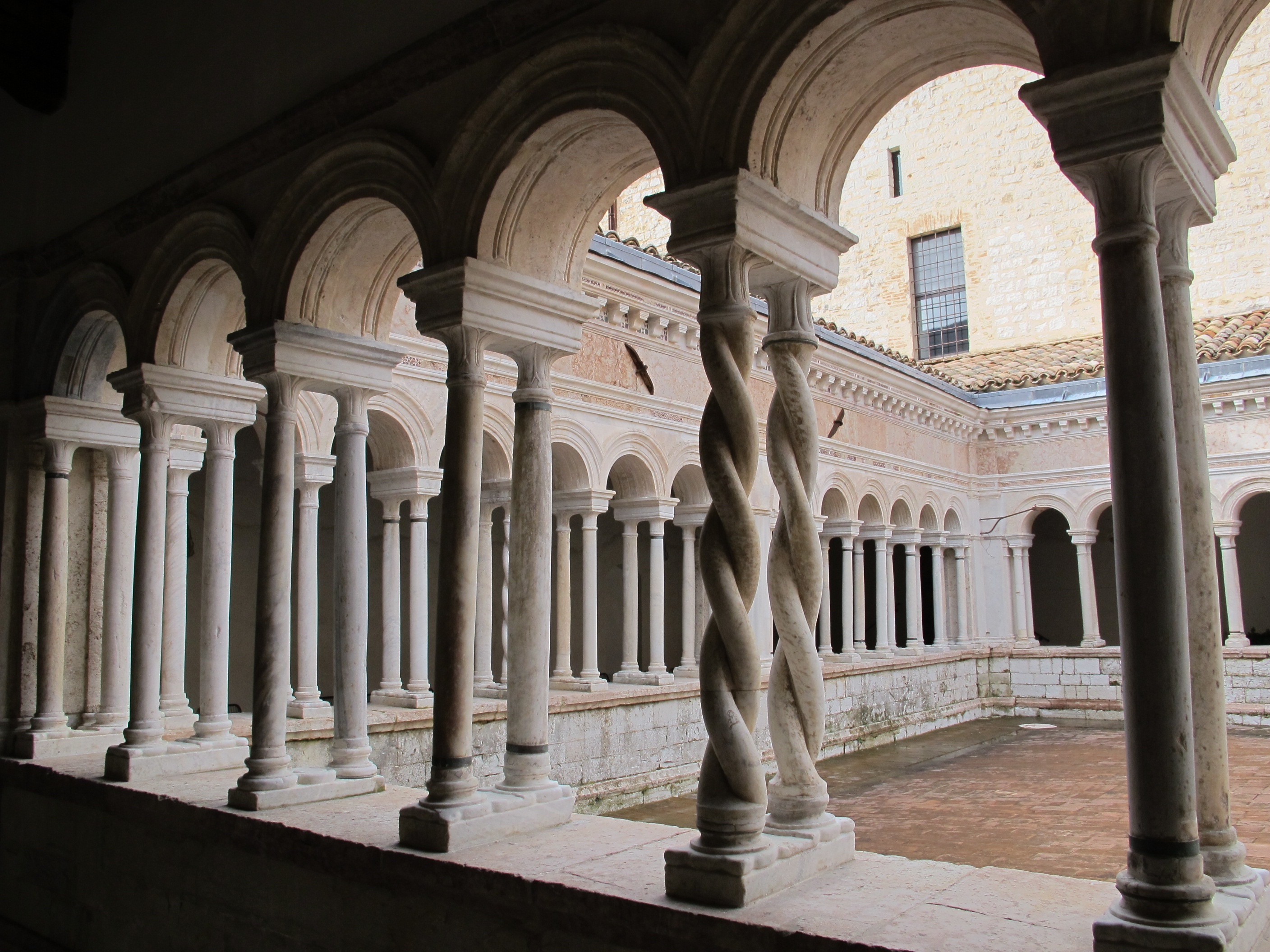
Kreuzgang der Abtei Sassovivo

## Partnerstädte
- Gemona del Friuli, Italien
- La Louvière, Belgien
- Shibukawa, Japan

## Söhne und Töchter der Stadt
- Dominikus von Sora (951–1031), katholischer Heiliger, Eremit, Wanderprediger und Klostergründer
- Angela von Foligno (1248–1309), seliggesprochene Mystikerin
- Nicolò Alunno (um 1430–1502), Maler
- Sigismondo de’ Conti (1432–1512), Humanist, Schriftsteller und Kuriensekretär
- Antimo Liberati (1617–1692), Musiktheoretiker, Sänger, Organist, Kapellmeister und Komponist
- Giuseppe Piermarini (1734–1808), Architekt, Erbauer der Mailänder Scala
- Feliciano Scarpellini (1762–1840), Astronom, Physiker und Abgeordneter
- Alessandro Barnabò (1801–1874), Kurienkardinal
- Giovanni Battista Maneschi (1813–1891), Prälat
- Alfonso Bartoli (1874–1957), Klassischer Archäologe
- Leandra Cominazzini Angelucci (1890–1981), Malerin, Gobelingestalterin, Keramikerin und Dichterin
- Dario Antiseri (* 1940), Philosoph und Hochschullehrer
- Giuseppe Betori (* 1947), Erzbischof von Florenz und Kardinal
- Mauro Minniti (* 1963), Politiker
- Fortunato Baliani (* 1974), Radrennfahrer
- Giovanni Guidi (* 1985), Jazzmusiker
- Leonardo Spinazzola (* 1993), Fußballspieler